# Maud van der Meer
Maud van der Meer (Uden, 20 de mayo de 1992) es una deportista neerlandesa que compitió en natación.
Ganó dos medallas en el Campeonato Mundial de Natación, en los años 2015 y 2017, tres medallas en el Campeonato Mundial de Natación en Piscina Corta, en los años 2014 y 2016, y tres medallas en el Campeonato Europeo de Natación, en los años 2014 y 2016.
Participó en los Juegos Olímpicos de Río de Janeiro 2016, ocupando el cuarto lugar en la prueba de 4 × 100 m libre.

## Palmarés internacional
| Campeonato Mundial                  | Campeonato Mundial    | Campeonato Mundial | Campeonato Mundial    |
| Año                                 | Lugar                 | Medalla            | Prueba                |
| ----------------------------------- | --------------------- | ------------------ | --------------------- |
| 2015                                | Kazán (Rusia)         | Medalla de plata   | 4 × 100 m libre       |
| 2017                                | Budapest (Hungría)    | Medalla de bronce  | 4 × 100 m libre       |
| Campeonato Mundial en Piscina Corta |                       |                    |                       |
| Año                                 | Lugar                 | Medalla            | Prueba                |
| 2014                                | Doha (Catar)          | Medalla de oro     | 4 × 50 m libre        |
| 2014                                | Doha (Catar)          | Medalla de oro     | 4 × 100 m libre       |
| 2016                                | Windsor (Canadá)      | Medalla de bronce  | 4 × 100 m libre       |
| Campeonato Europeo                  |                       |                    |                       |
| Año                                 | Lugar                 | Medalla            | Prueba                |
| 2014                                | Berlín (Alemania)     | Medalla de plata   | 4 × 100 m libre       |
| 2016                                | Londres (Reino Unido) | Medalla de oro     | 4 × 100 m libre       |
| 2016                                | Londres (Reino Unido) | Medalla de oro     | 4 × 100 m libre mixto |